# جون کوکیون
جون کوکیون (هلندی: John Coquillon؛ ژوئیه ۲۹ ۱۹۳۰ – ۱۹۸۷) یک فیلم‌بردار اهل هلند بود.

## فیلم‌شناسی
- بلندی‌های بادگیر (۱۹۷۰)
- سی و نه پله (۱۹۷۸)
- در جبهه غرب خبری نیست (۱۹۷۹)
- آماتور (۱۹۸۱)
- آیوانهو (۱۹۸۲)
- آقای وقت‌شناس (۱۹۸۶)